# 1590 en santé et médecine
| Années de la santé et de la médecine : 1587 - 1588 - 1589 - 1590 - 1591 - 1592 - 1593    |
| Décennies de la santé et de la médecine : 1560 - 1570 - 1580 - 1590 - 1600 - 1610 - 1620 |

Cet article présente les faits marquants de l'année 1590 en santé et médecine.

## Événements
- Le jardin botanique de Leyde (Hortus Botanicus Leiden) « est officiellement créé, comme Hortus publicus, par le collège des curateurs de l'université  [...] et sera ouvert en 1594[1] ».

## Personnalités
- Vers 1580-1590 : fl. Philip Barrow, auteur d'une Methode of phisicke (1583[2]), manuel plusieurs fois réédité et promis à une grande diffusion[3].

## Naissances
- Marie de Maupeou  (morte en 1681), mère de Nicolas Fouquet, dont les Remèdes charitables seront publiés à titre posthume, en 1685[4],[5].
- Vers 1590[6] : Jean Chrysostome Magnen (mort vers 1679[6]), médecin franc-comtois.

## Décès
- 25 août : Giulio Alessandrini (né en 1506), médecin des empereurs Ferdinand Ier, Maximilien II et Rodolphe II.
- 23 novembre : André Thevet (né en 1516), explorateur français « qui acclimata les premiers plants [de tabac] dans son jardin angoumoisin à son retour de l'expédition de Villegaignon au Brésil[7],[8] ».
- 20 décembre : Ambroise Paré (né en 1509 ou 1510), chirurgien et anatomiste français[9].
- Castore Durante (né en 1529), médecin, herboriste et poète italien, dans les États pontificaux[10],[11].